# Списак мамолога
Ово је списак познатих мамолога, по абецедном реду по презименима.

## АД
- Рој Чепмен Ендруз (САД)
- Вернон Бејли (САД)
- Магдалена Бермехо (Република Конго/Шпанија)
- Вилијам Томас Бланфорд (УК)
- Тим Цлуттон-Броцк (УК)
- Јулиане Диллер (Коепцке) (Немачка)
- Стивен Д. Дурант (САД)

## ЕХ
- Тим Фланери (Аустралија)
- Диан Фоссеи (САД)
- Бируте Галдикас (Литванија/Канада)
- Брајан П. Гласс (САД)
- Едвард Алпхонсо Голдман (САД)
- Џејн Гудол (УК)
- Џон Едвард Греј (УК)
- Доналд Грифин (САД)
- Џозеф Гринел (САД)
- Бернхард Грзимек (Немачка)
- Дејвид Харисон (УК)
- Филип Хершковиц (САД)
- Хопи Хоекстра (САД)

## И Л
- Тхомас Ц. Јердон (УК)
- Карл Купман (САД)
- Чарлс Кребс (Канада)
- Џон Олден Лоринг (САД)
- Маркус Ворд Лајон млађи (САД)
- Ричард Лајдекер (УК)

## МП
- Давид В. Мацдоналд (УК)
- Марта Максвел (САД)
- Ц. Харт Мерриам (САД)
- Герит Смит Милер (САД)
- Синтија Мос (САД)
- Џејмс Л. Патон (САД)
- Оливер Пејн Пирсон (САД)
- Вилхелм Петерс (Немачка)
- Реџиналд Инес Покок (УК)

## КТ
- Мазин Кумсије (Палестина)
- Џорџ Шалер (Немачка)
- Давид Ј. Сцхмидли (САД)
- Џорџ Гејлорд Симпсон (САД)
- Јан Стирлинг (Канада)
- Олдфилд Томас (УК)

- Ричард Г. Ван Гелдер (САД)
- Дон Е. Вилсон (САД)